# Intelligent Systems
Intelligent Systems Co., Ltd. (яп. 株式会社インテリジェントシステムズ Кабусикигайся Интэридзэнто Сисутэмудзу) — японская компания, занимающаяся разработкой видеоигр и являющаяся дочерней по отношению к Nintendo Co., Ltd. Её головной офис находится в Киото (префектура Киото).
Изначально Intelligent Systems была основана как команда, состоящая из одного человека по имени Тору Нарихиро, которого наняла компания Nintendo. Он занимался портированием программного обеспечения для Famicom Disk на стандартные ROM-картриджи, которые использовались всеми консолями NES за пределами Японии. Вскоре команда стала отдельным структурным подразделением Nintendo (также, как и HAL Laboratory изначально). Она занималась разработкой и нанимала людей для создания, изменения или портирования программного обеспечения Nintendo. Поэтому многие работники внесли небольшой вклад в проекты, разрабатываемые Nintendo R&D1 и Nintendo EAD.

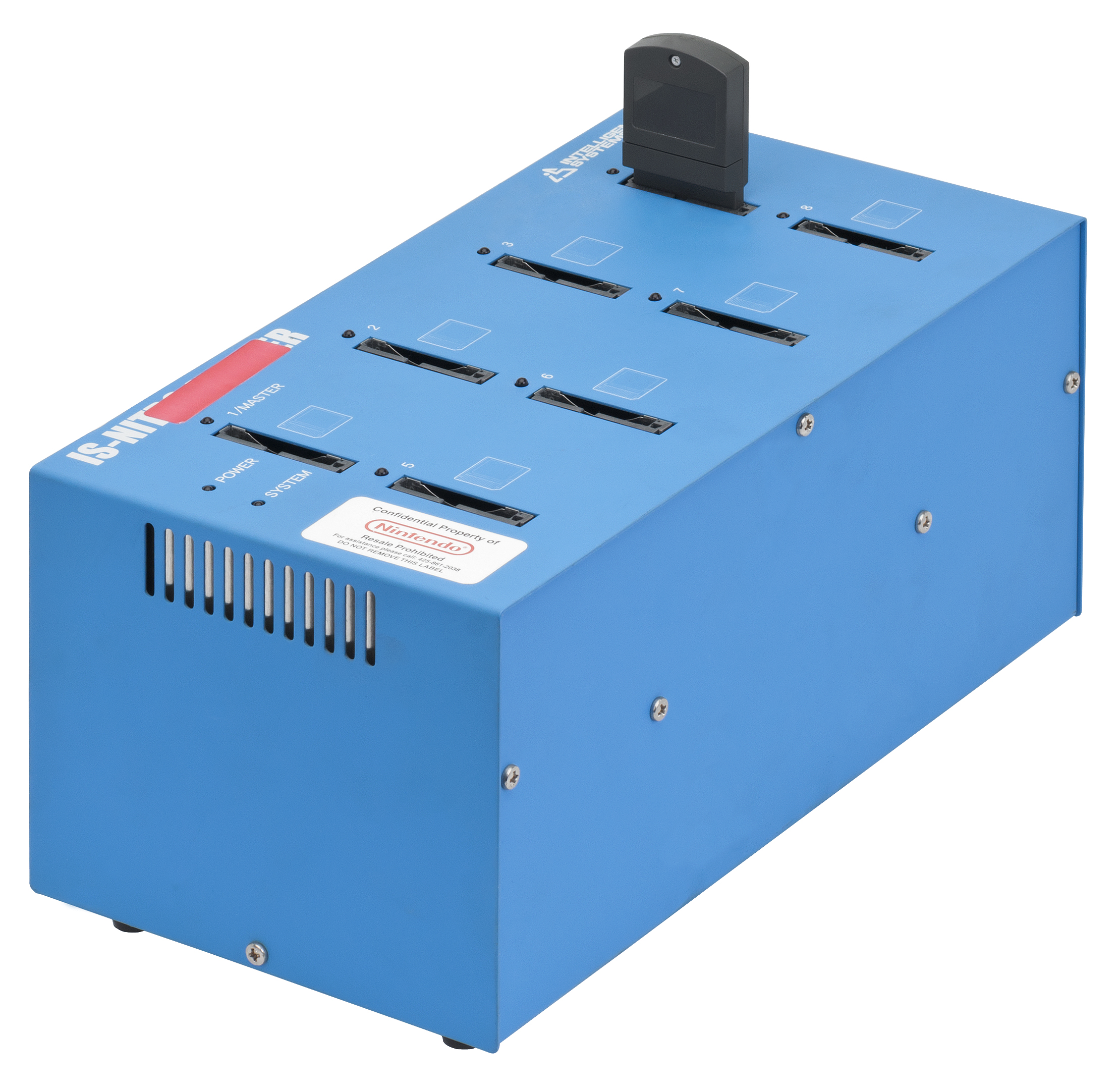
Intelligent Systems создаёт аппаратное обеспечение как для внутреннего использования, так и для сторонних компаний, как например данное устройство для записи Nintendo DS.

Ведущий программист Тору Нарихиро впервые участвовал в создании игры (а не аппаратного обеспечения для неё), работая над Famicom Wars и Fire Emblem: Ankoku Ryū to Hikari no Tsurugi, когда популярность Famicom начала снижаться. Дизайном этих игр и музыкой занималась команда Nintendo R&D1. Однако ввиду успеха, которого достиг Нарихиро, Intelligent Systems начала нанимать дизайнеров, программистов и композиторов для расширения области деятельности компания. В результате она стала не просто вспомогательной командой, а разработчиком компьютерных игр. Впоследствии работники компании участвовали в создании игр серии Wars и Fire Emblem.
В последние годы Intelligent Systems выпускает игры для Wii и Nintendo DS.